# Александровка (Посёлок Анопино)
Александровка — деревня в Гусь-Хрустальном районе Владимирской области России, входит в состав Муниципального образования «Посёлок Анопино».

## География
Деревня расположена в 4 км на юго-запад от центра поселения посёлка Анопино и в 8 км на север от Гусь-Хрустального. 

## История
В конце XIX — начале XX века деревня входила в состав Моругинской волости Судогодского уезда, с 1926 года — в составе Арсамакинской волости. В 1859 году в деревне числилось 16 дворов, в 1905 году — 40 дворов, в 1926 году — 41 дворов. 
С 1929 года деревня являлась центром Александровского сельсовета Гусь-Хрустального района, с 1940 года — в составе Анопенского сельсовета, с 1954 года — в составе Арсамакинского сельсовета, с 1971 года — в составе Вашутинского сельсовета, с 2005 года — в составе Муниципального образования «Посёлок Анопино».

## Население
| 1859 | 1905 | 1926 |
| ---- | ---- | ---- |
| 240  | 258  | 199  |

| 1859 | 1905 | 1926 | 2002 | 2010 | 2021 |
| ---- | ---- | ---- | ---- | ---- | ---- |
| 240  | ↗258 | ↘199 | ↘55  | ↗73  | ↗91  |